# عنکبوت چمنزار نپالی
عنکبوت چمنزار نپالی (نام علمی: Agelena lukla) نام یک گونه از سرده عنکبوت‌های چمنزار اوراسیا است.